# Hugo Almeida
Hugo Miguel Pereira de Almeida, född 23 maj 1984 i Figueira da Foz, Portugal, känd som Hugo Almeida, är en portugisisk före detta fotbollsspelare som spelade som anfallare. Han har tidigare representerat Portugals landslag.

## Klubbkarriär
Almeida började sin karriär i Naval 1º de Maio, innan storklubben Porto blev imponerade och köpte upp honom. Almeida gjorde sin debut för Porto den 21 september 2003 innan han byttes ut i den tredje minuten. Porto mötte då rivalerna Benfica på hemmaplan, som besegrades med 2–0. Efter att inte fått tillräckligt med speltid lånades Almeida ut de följande säsongerna till Leiria samt Boavista. 
Säsongen 2005–06 återvände Almeida till Porto, där han var en nyckelspelare när klubben slutade på en första plats och vann ligatiteln. I Champions League stod Almeida för ett spektakulärt mål, en 35 meters frispark mot Inter i gruppspelet. Trots det snygga målet, förlorade Porto till slut med 1–2 på Stadio Giuseppe Meazza. Eventuellt slutade Porto sist i grupp H, med endast 5 poäng. 
Säsongen 2006–07 lånades Almeida ytterligare en gång, den här gången till tyska Werder Bremen, där Almeida stod för 10 mål på 41 matcher i alla matcher under lånet.
Efter ankomsten av anfallarna Edgar och Ernesto Farías i augusti 2007, började Almeida få mindre speltid, och bestämde sig för att acceptera en permanent flytt till Werder Bremen, där han skrev på ett kontrakt, värt 4 miljoner euro. Efter Miroslav Kloses avgång till Bayern München, började Almeidas chans som förstaval förbättras, då han under säsongen 2007–08 stod för sju mål på tolv proffsmatcher. Eventuellt avslutade Almeida säsongen med 11 mål, endast överträffad av Diego och Markus Rosenberg, med 13 mål var.
Den 22 december 2010 gick han till Besiktas.

## Landslagskarriär
Almeida spelade i varje nivå för Portugal, från U-15 till Portugals landslag. 
Han gjorde sin debut för Portugal den 24 september 2004 i en vänskapsmatch mot England. Matchen slutade oavgjort med 1–1. Almeida fanns även med i Portugals startelva, som vann fotbollsturneringen Toulon Tournament 2003 i staden Toulon, Frankrike och finalerna i ungdomsturnering U21-EM 2004 samt ungdomsturnering U21-EM 2006. 
Almeida fanns även med under Portugals kvalspel, där han gjorde sitt första mål mot Azerbajdzjan. Almeida gjorde även det enda målet när Portugal slog Armenien med 1–0. De här målen visade sig vara viktiga, då Portugal slutade på en andra plats i kvalspelet, bakom Polen. 
Under nye tränaren Carlos Quieroz, stod Almeida även för det andra målet den 6 september 2008, när Malta besegrades med 4–0 i kvalspelet i Världsmästerskapet i fotboll 2010.